# القريعا (مذيخرة)

تعديل مصدري - تعديل

القريعا محلة تابعة لقرية الحدود، التابعة لعزلة خولان بمديرية مذيخرة إحدى مديريات محافظة إب في الجمهورية اليمنية.، بلغ تعداد سكانها 81 حسب تعداد اليمن لعام 2004.